# 竹田恵子
竹田 恵子（たけだ けいこ）は、日本の歌手、俳優。山形県出身。
1974年から2004年までオペラシアターこんにゃく座に在籍し、代表などを務める。のち顧問。また、文学座研修所講師。退座後はおもに「オペラひとりっ切り」シリーズに取り組んで、ひとりオペラの新たなスタイルを追究し、演奏活動を続けている。2018年にはコンサートシリーズ「林光ソングをうたい継ぐ」を開始し、同年9月には、コンサート「林光のやり残した仕事」を上野文化会館小ホールにて開催した。また、宮川睦子が創出したこんにゃく体操講師として、表現の土台づくりの場としての同体操の普及に努め、文学座など様々な場所でレッスンを行っている。
なお、オペラ以外にも、林光「赤電車」、カンタータ・脱出、ブレヒト・ソングなどのレパートリーがある。

## CD
- 『HELP! 萩京子ソング集』（大石哲史と共作）ALM Records、1990年
- 『私が歌う理由、赤電車——林光歌曲集―』（松下武史、寺嶋陸也と共作）ALM Records、1991年「レコード芸術誌特選盤」[1]
- 『宮澤賢治★星めぐりの歌』（大石哲史、寺嶋陸也、萩京子、水野佐知香、赤坂達三、岡原真弓と共作） ALM Records、1994年
- 『竹田恵子ブレヒトソングを歌う』（寺嶋陸也と共作）ALM Records、1999年「レコード芸術誌特選盤」[1]
- 『ぼくは12歳』（高橋悠治と共作）ALM Records、2003年
- 『賢治 たたずむ、歩く、飛行する―宮澤賢治の詩による 竹田恵子コンサート―』（宮澤賢治、林光、三宅榛名、萩京子、志村泉、菊池秀雄、阪田宏彰、柴崎和圭、山田百子、坂田明と共作）ALM Records、2004年
- 『オペラひとりっ切り 小熊と賢治』（高橋悠治、林光、港大尋、佐藤芳明、萩窓子と共作）ALM Records、2006年
- 『オペラひとりっ切り めをとうし 賢かった三人』（高橋悠治、林光と共作）ALM Records、2006年
- 『喜寿の林で 歌曲・オペラから・ソングの数々 林光作品集/竹田恵子』（林光、荒川洋、山田百子、志村泉と共作）ALM Records、2009年 「レコード芸術誌特選盤」[1]
- 『夜の歌 尾崎宗吉作品集成』（尾崎宗吉、荒井英治、藤森亮一、山田武彦、モルゴーア・クァルテットと共作）ALM Records、2011年
- 『にごりえ 竹田恵子オペラひとりっ切り』（樋口一葉、吉川和夫、山田百子と共作）ALM Records、2013年
- 『いまうたいたい歌2015 林光に捧ぐ』（林光、 P.Louiguy、Kurt Weill、Hanns Eisler、Violeta Parra、Víctor Jara、Antoine Renard、伊佐治直、山田武彦と共作）ALM Records、2015年
- 『ギョウザの夢』（林光、港大尋と共作）コジマ録音

## 論文・記事
- 「"言葉がわかる"とはどういうことか―竹田恵子(こんにゃく座)にきく」（小村公次と共著）『音楽の世界』第18巻 4号 1979年